# Albert Durant
Albert Paul Durant (* 1. Juli 1892 in Brüssel; † Juni 1958 in Etterbeek) war ein belgischer Wasserballspieler, der zweimal Olympiazweiter und einmal Olympiadritter im Wasserball war.

## Karriere
Albert Durant spielte als Torwart für den Royal Brussels Swimming Club und für die belgische Wasserballnationalmannschaft.
Bei den Olympischen Spielen 1912 in Stockholm verloren die Belgier in ihrem Auftaktspiel gegen die Briten, konnten sich aber in der Trostrunde den dritten Platz hinter Großbritannien und Schweden sichern. Nach dem Ersten Weltkrieg war Antwerpen Austragungsort der Olympischen Spiele 1920. Die Belgier erreichten das Finale und unterlagen dann den Briten. Vier Jahre später bei den Olympischen Spielen 1924 in Paris belegten die Belgier den zweiten Platz hinter den Franzosen. Durant trat als belgischer Stammtorhüter 1920 in fünf Begegnungen und 1924 in sechs Begegnungen bei den Olympischen Spielen an.